# Скубко Борис Тихонович
Бори́с Ти́хонович Скубко́ (1897, Луганськ — † 3 листопада 1937, спецкомбінат НКВД СССР в урочищі Сандармох) — український політик, вояк Армії УНР.
Жертва сталінського терору.

## Біографія
Народився в м. Луганськ (можливо, Луганське (смт)), українець, колишній есер, служив в унрівській армії, освіта вища, службовець.
Перебував у еміграції, в СРСР прибув з Праги, проживав на Кубані.
Засуджений: Колегією ОГПУ 2 лютого 1933 р. за ст. 58-2-6-11 КК РСФРР на 10 років виправно-трудових таборів. Відбував покарання у Соловках. Особливою трійкою УНКВД ЛО 9 жовтня 1937 р. засуджений до найвищої кари.
Розстріляний: 3 листопада 1937 р. в Карелії (Сандармох).
Посмертно реабілітований.